# 数学B
数学B（すうがくビー）は、日本の高等学校における数学の科目の一つである。現行学習指導要領下での本科目は2012年度より学年進行で実施されている。

## 内容の変遷
各項目の括弧は前学習指導要領における科目名を示している。

### 1994年4月施行
数学Iを履修した後に履修させ、4項目中2項目以上を選択履修させることとされた。
1. 複素数と複素平面
  1. 複素数：複素数の計算・2次方程式・解と係数の関係・因数定理・簡単な高次方程式（数学I）
  2. 複素数平面：複素数の図表示・ド・モアブルの定理（復活）
2. ベクトル
  1. 平面上のベクトル：ベクトルとその演算・ベクトルの成分・ベクトルの応用（数学II・代数・幾何）・ベクトルの内積（代数・幾何）
  2. 空間座標とベクトル：空間座標・空間におけるベクトル（代数・幾何）
3. 確率分布（数学II・確率・統計）
  1. 確率の計算：条件付き確率・確率の乗法定理・事象の独立・従属
  2. 確率分布：確率変数と確率分布・確率変数の期待値・分散・標準偏差・二項分布
4. アルゴリズムとコンピュータ（数学II）
  1. コンピュータの機能・いろいろな算法のプログラム

### 2003年4月施行
原則として数学Iを履修した後に履修させ、4項目中2項目以上を選択履修させることとされた。
1. 数列（数学A）
  1. 数列とその和：等差数列・等比数列・数列｛n2｝、階差数列など
  2. 漸化式と数学的帰納法：隣接2項間の漸化式・数学的帰納法
2. ベクトル（数学B）
  1. 平面上のベクトル：ベクトルとその演算・ベクトルの成分・ベクトルの内積・ベクトルの応用
  2. 空間座標とベクトル：空間座標・空間におけるベクトル
3. 統計とコンピュータ
  1. データの整理：度数分布（小6・中2）・散布図（中2）
  2. 資料の分析：代表値（中2）・分散・標準偏差・相関係数（数学C）
4. 数値解析とコンピュータ（数学A・数学B・数学C）
  1. 簡単なプログラム
  2. いろいろなアルゴリズム：整数の計算・近似値の計算

### 2012年4月施行
原則として数学Iを履修した後に履修させ、3項目中2項目以上を選択履修させることとされている。
1. 数列（数学B）
  1. 数列とその和：等差数列・等比数列・数列｛n2｝・階差数列
  2. 漸化式と数学的帰納法：隣接2項間の漸化式→数学的帰納法
2. ベクトル（数学B）
  1. 平面上のベクトル：ベクトルとその演算・ベクトルの成分・ベクトルの内積・ベクトルの応用
  2. 空間座標とベクトル：空間座標・空間におけるベクトル
3. 確率分布と統計的な推測（数学C）
  1. 確率分布：確率変数と確率分布・確率変数の平均・分散・標準偏差・二項分布・正規分布
  2. 統計的な推測：母集団と標本空間・統計的な推測の考え（推定・仮説検定）

### 2022年4月施行
3項目中から選択履修させることとされている。
1. 数列（数学B）
  1. 数列とその和：等差数列・等比数列・数列｛n2｝・階差数列
  2. 漸化式と数学的帰納法：隣接2項間の漸化式・数学的帰納法
2. 統計的な推測（数学B）
  1. 確率分布：確率変数と確率分布・確率変数の平均・分散・標準偏差・二項分布・正規分布
  2. 標本調査：母集団と標本空間・標本平均とその分布
  3. 統計的な推測：区間推定・仮説検定
3. 数学と社会生活（数学活用）
  1. 数学を用いた考察
  2. 社会の中の数学：議席配分方式・検出限界・偏差値・調整平均（英語版）・部屋割り論法・暗号
  3. 変化の傾向：時系列データ・移動平均
  4. 回帰分析：線形回帰・最小二乗法・回帰式・対数グラフ